# Südklint

Bäcker-, Rade- und Südklint auf dem 1798 von Friedrich Wilhelm Culemann angefertigten Plan der Stadt Braunschweig. Blau: Die nordwestliche Okerumflut, Dunkelbraun: Das Armenarbeitshaus Südklint 15 (links) und die Petrikirche (rechts).

Der Südklint im nordwestlichen Teil des Weichbildes Altstadt von Braunschweig gelegen, war eine kurze, unregelmäßig verlaufende Straße oder „Straßenaufweitung“ zwischen dem Bäckerklint und „Am Alten Petritor“, sowie dem Zusammenschluss von Güldenstraße und Echternstraße.
Der wahrscheinlich im 12. oder 13. Jahrhundert angelegte Straßenzug wurde durch Bombenangriffe während des Zweiten Weltkrieges, insbesondere jenen vom 15. Oktober 1944 großflächig zerstört. Im Zuge des Wiederaufbaus der Stadt wurde der Südklint Anfang der 1960er Jahre vollständig beseitigt, um einer fünfspurigen Straße Platz zu machen. Der Straßenname wurde 1966 offiziell aufgehoben, die Straße existiert damit heute nicht mehr.

## Etymologie
Der Südklint war einer von vier Straßennamen der Braunschweiger Innenstadt, in denen das Wort „Klint“ enthalten ist. Die drei anderen, heute noch existierenden Straßen ähnlichen Namens sind der Radeklint und der Bäckerklint, die beide vor Beseitigung des Südklints direkt an diesen angrenzten bzw. in diesen übergingen. Die letzte dieser Straßen heißt nur Klint und liegt im Magniviertel. „Klint“ bezeichnet eine Anhöhe, die sich aus einer Flussniederung (im Falle Braunschweigs der Oker-Niederung) erhebt. Straßen mit „Klint“ im Namen befanden sich nahe der Oker, innerhalb der Stadtmauern und erhoben sich aus deren Niederung.
Der Historiker Heinrich Meier behauptet in seinem 1904 erschienenen Werk Die Straßennamen der Stadt Braunschweig, dass die Benennung „Südklint“, ursprünglich eigentlich „Sauklint“, bis 1515 die einzige für dieses Gebiet gewesen sei. Für 1515 ist diese Ortsbenennung für das Haus Südklint 1 zwischen Scharrnstraße und Güldenstraße belegt: „so men van dem sueklinte will umme dem ort gan uppe de guldenstrate“. Hermann Dürre, ebenfalls Historiker, erwähnt jedoch in seinem 1861 erschienenen Werk Geschichte der Stadt Braunschweig im Mittelalter, dass der Platz, der sich durch das Zusammentreffen von Gülden- und Echternstraße bildete, bereits im Jahre 1344 „Auf dem Klinte vor St. Petersthore“ und 1400 „Auf dem Schilde bei St. Petersthore“ hieß und verweist dabei auf das Degedingebuch der Altstadt. Zwischen 1731 und 1758 findet sich „Sauklint“ bzw. „Sau-Klint“ auf verschiedenen Stadtplänen, aber erst in dem 1789 von Friedrich Wilhelm Culemann gefertigten Plan erscheint die Benennung „Südklint“ und wird auch in Philip Christian Ribbentrops im selben Jahr erschienenen Beschreibung der Stadt Braunschweig verwendet.

### „Klinterklater“
Die Bewohner der Klinte gehörten meist ärmeren Bevölkerungsschichten an. Angelehnt an bzw. abgeleitet von dem Wort „Klint“ für Anhöhe, die sich aus einer Flussniederung erhebt, entstand bereits vor über 300 Jahren in der Braunschweigischen Mundart das Wort „Klinterklater“, mit dem abfällig ärmere Bevölkerungsschichten bezeichnet wurden, insbesondere jene, die „die Klinte“ bewohnten.
Im Haus Südklint 15 (Assekuranznummer 836) befand sich zwischen 1773 und 1829 ein Armenarbeitshaus, das nach dieser Zeit in eine Bürgerschule umgewandelt wurde.

## Geschichte
Bereits vor 1515 soll der Straßenzug als „Südklint“ bezeichnet worden sein. Davor waren z. T. abweichenden Benennung in Gebrauch. Ursache dafür dürfte der Umstand gewesen sein, dass eine eindeutige Zuordnung der Häuser zu den umliegenden Straßenzügen dadurch erschwert wurde, dass ein großer zusammenhängender Häuserblock mit den Assekuranznummern 843 bis 854 den Klint in einen nördlichen und einen südlichen Teil trennte. Im Norden befand sich das Weichbild Neustadt mit dem Radeklint, im Süden die Altstadt mit dem Bäckerklint. Der Straßenverlauf bzw. die Zugehörigkeit der einzelnen Häuser zu den sie umgebenden Straßen und Plätzen war somit verwirrend. In den Grundbüchern des 18. Jahrhunderts taucht der Name „Südklint“ überhaupt nicht auf, weshalb die Gegend abwechselnd mal als Bäckerklint, Güldenstraße, Echternstraße oder „Vor dem alten Petritore“ bezeichnet wurde. Noch 1857 gehörten die Gebäude mit den Versicherungsnummern 838–840, sowie 847–849 zum Alten Petritor, Nr. 850 hingegen zum Bäckerklint. Erst ab 1858 scheint sich eine endgültige Regelung durchgesetzt zu haben. In jenem Jahr waren insgesamt 22 Grundstücke am Südklint verzeichnet.
Die Bebauung des Gebietes Südklint und Umgebung bestand zur überwiegenden Mehrheit aus Fachwerkhäusern, die aus dem 15. Jahrhundert stammten. Steinbauten waren eher selten in diesem Gebiet.

### Bauwerke
Das markanteste Gebäude des Südklints war das 1591 für den Braunschweiger Patrizier, Ratsherrn und Küchenkämmerer Heinrich Hartwich d. J. († 1626) im Stil der Renaissance errichtete Gebäude Südklint 15, das wegen eines Wappenschmucks auch „Brauner Hirsch“ genannt wurde (Das Haus darf nicht mit dem Gasthaus gleichen Namens verwechselt werden, das sich nicht weit entfernt in der Scharrnstraße 12 befand.). Hartwich hatte das Grundstück 1591 erworben. Darauf befand sich zum Zeitpunkt des Erwerbs ein anderes Gebäude, das bereits 1402 erwähnt wurde. Als Besonderheit dieses Hauses galt dessen eiserne Tür, aufgrund deren das Steinhaus 1421 als „to der isernen Dore“ (zur eisernen Türe) genannt wurde. Hartwich ließ dieses alte Haus abreißen und dort 1591 einen Neubau, den späteren „Braunen Hirschen“ errichten. Das Haus blieb bis 1668 im Besitz der Familie Hartwich.
Wer der Erbauer des Hauses war, ist unklar bzw. unbekannt. Das Haus verfügte über zwei Portale von außergewöhnlicher Kunstfertigkeit. Über dem einen befanden sich die Buchstaben „GHS“, deren Bedeutung bis heute ungeklärt ist. Mechthild Scherer nennt als Erbauer den Bildhauer Weimar Heinemann, während Paul Jonas Meier die Initialen „GHS“ als die des Baumeisters Wolter Hasemann interpretiert. Ob es sich bei den Buchstaben „GHS“ überhaupt um Steinmetzzeichen eines Bildhauers oder aber um Besitzer-Initialen handelt, ist ebenfalls strittig.
Das Haus hatte zwei Geschosse aus Stein sowie ein Obergeschoss aus Fachwerk. Das größere Torportal war gekrönt von einem braunen Hirschen, der über eine Inschrift sprang. Die Inschrift lautete: DIS • HAVS • STEHET / IN GOTTES HANDT / VND • IST • ZVM • BRAV / NEN • HIRS • GENANDT. Das kleinerer Fußängerportal war überschrieben mit dem Spruch NISI • DOMINVS • FRVSTRA (etwa: „Ohne Gott ist alles vergebens“), einer Abwandlung des 127. Psalms. 1909 wurde das Gebäude unter der Leitung von Max Osterloh instand gesetzt.
| Haus Nr.                       | erbaut                 | Bemerkungen | Status heute |
| 1                              | 1482 bzw. 1569         | Assekuranznummer 802. Meier vermerkte bereits für 1465 die Bezeichnung „to den Engelen“ (zu den Engeln) für dieses Haus (eventuell aber auch für ein Vorgängerbau). | zerstört     |
| 2                              |                        | Wurde in der Zeit des Barock umgebaut | zerstört     |
| 3                              |                        | | zerstört     |
| Haus Nr. 4 (Aufnahme von 1894) | 1534                   | | zerstört     |
| Haus Nr. 5 (Aufnahme von 1894) | zwischen 1534 und 1550 | Das Haus hatte vier Geschosse und folgte in einem Knick dem Verlauf der Straße. An einer Schwelle befand sich die Inschrift: De • here • is • na • Bi • Den • De • Enns • to • Broke(n) • h(erten) • sin • v(nde) • helpt • Den • De • Enn • to • SlAGEn • Gen • GE • MOtE • hEBBEn • salmE • 34 • (Der Herr ist nahe bei denen, die eines zerbrochenen Herzens sind, und hilft denen, die ein zerschlagenes Gemüt haben. Psalm 34, Vers 19). An zwei anderen Stellen war die Jahreszahl 1593 zu lesen. Für den Zeitraum 1593 bis 1626 ist ein Jasper Kroeger als Besitzer belegt. Das Vorderhaus soll aus der Zeit um 1550 gestammt haben. | zerstört     |
| 6                              |                        | | zerstört     |
| 7                              |                        | Nach Meier trug das Gebäude Südklint 7 1460 den Namen „to dem roden Lauwen“ (zum roten Löwen). Hodemacher erwähnt es als „Tegtbuer’sches Haus“, das 1469 von Henning Remling erbaut wurde und bis 1573 in Familienbesitz verblieb und schließlich 1586 von einem Heinrich Hodam gekauft wurde. | zerstört     |
| 8                              | bis um 1500            | Einzeln, traufständig stehendes Haus zwischen Gülden- und Echternstraße mit zwei Geschossen. Um 1670 wurde auf dem Rähm ein Winderker hinzugefügt. | zerstört     |
| 9                              |                        | Hatte einen barocken Dacherker. | zerstört     |
| 10                             |                        | | zerstört     |
| 11                             | vor 1550               | Abend- und Fortbildungsschule für Frauen und Mädchen. | zerstört     |
| 12                             |                        | | zerstört     |
| 13                             |                        | | zerstört     |
| 14                             |                        | | zerstört     |
|                                | 1591                   | Assekuranznummer 836, 1591 erbaut für den Patrizier, Ratsherrn und Kämmerer Heinrich Hartwich († 1626), anschließend bis 1668 in Familienbesitz. Von 1773 bis 1829 war dort ein Arbeitshaus, danach bis zu seiner Zerstörung 1944 eine Bürgerschule. | zerstört     |
| Innenhof von Haus 16 um 1880   | um 1500                | | zerstört     |
| 17                             | 1469                   | Assekuranznummer 838. Doppelhaus mit reichem Figurenschmuck, darunter der Stadtpatron Braunschweigs, der Heilige Auctor. Das Haus hatte die Inschrift „an(n)o d(omi)ni m° cccc lxixa post festv(m) iacobi (com)pletv(m) est“ (Im Jahr des Herrn 1469 nach dem Festtag des Jacobus ist es vollendet worden). Am Haus angebracht waren Wappen der Familien Remmeling und Repener. Hennig von Remmeling hatte das Haus bauen lassen. Später ging es auf seine Tochter, die in die Familie Repener einheiratete und deren Ehemann über. Andere Gebäudeteile stammten von Hinrik Hodam, der das Haus seit 1586 besaß.                            | zerstört     |
| 18                             |                        | | zerstört     |
| 19                             |                        | Grenzte an das Haus „Am Alten Petritor 2“. | zerstört     |
| 20                             |                        | | zerstört     |
| Haus 21 (links) um 1894        | um 1666                | Assekuranznummer 849. 7 Spann des Hauses wurden 1897 abgerissen, um einem Neubau aus Stein zu weichen. | zerstört     |
| Haus 22 (rechts) um 1894       | 1524                   | Assekuranznummer 850. Das aus dem Jahre 1524 erbaute Haus wurde 1897 abgerissen. Reste des Fachwerks befinden sich heute im Städtischen Museum Braunschweig. Am selben Platz wurde ein Doppelhaus aus Stein errichtet. | zerstört     |

### Zerstörung

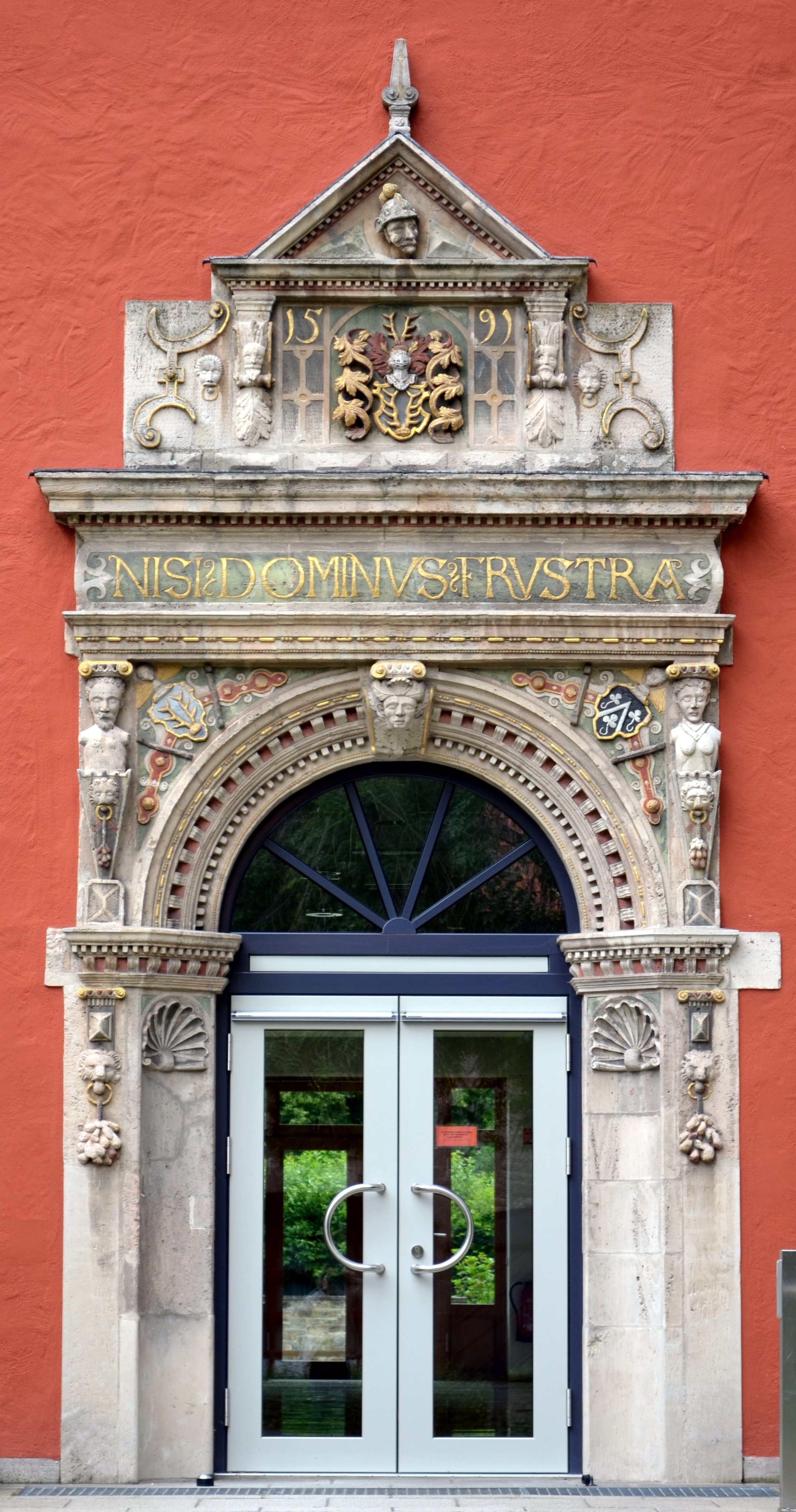
Ehemals das Portal des Hauses Südklint 15.

Die alte Bebauung des Südklint wurde im Zweiten Weltkrieg durch zahlreiche Bombenangriffe, insbesondere den vom 15. Oktober 1944, vollständig zerstört und nicht wieder aufgebaut. Einige wenige Stücke wurden geborgen, so z. B. das aus dem Jahre 1591 stammende Eingangsportal des Gebäudes Südklint 15. Es wurde restauriert und befindet sich seit 1974/75 eingelassen in das „Haus kirchlicher Dienste“ des Diakonischen Werkes Braunschweig in Riddagshausen.

### Nachkriegszeit

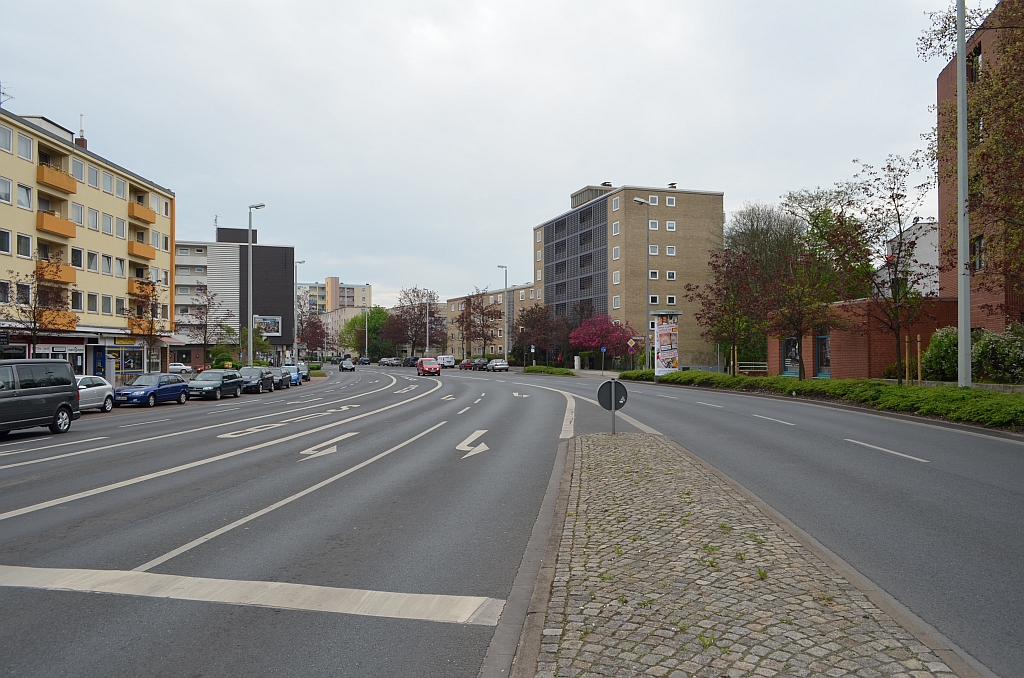
2012: Blick in die Güldenstraße, Richtung Süden. Dort, wo sich im Zentrum des Fotos das rote Fahrzeug befindet, befand sich vor 1945 der Südklint.

Offiziell begann die Trümmerräumung in der Stadt Braunschweig am 17. Juni 1946. Dazu wurden in den Folgejahren mehrere, so genannte „Trümmerbahnen“ eingerichtet, die den Schutt zu Abladestellen außerhalb der Stadtgrenzen transportierten. Eine dieser Bahnen, die von 1948 bis 1952 existierende „Pippelweg-Trümmerbahn“, verlief u. a. direkt vom Wollmarkt durch die Weberstraße, über den Radeklint und direkt „durch“ den ehemaligen Gebäudekomplex, der die Nordwestseite des Südklints gebildet hatte.
Der Braunschweiger Stadtbaurat und Leiter des Wiederaufbaus in der Stadt, Johannes Göderitz, veröffentlichte im Mai 1949 erste Ideen zur Neu- und Umgestaltung des zerstörten Braunschweig. Willi Schütte, ebenfalls Stadtbaurat, veröffentlichte seine Pläne zur Veränderung des Radeklints 1956. Diese wurde ab 1958 umgesetzt. Wegen geplanter Grundstücks- und Straßenverlegungen in diesem Bereich, war der Bau neuer Gebäude und Wohnungen untersagt, es durften lediglich provisorische Bauten aus Trümmersteinen errichtet werden. Im Zuge der verkehrspolitischen Neugestaltung des nahen Radeklints im Sinne der ab Ende der 1950er postulierten „autogerechten Stadt“ wurde der Straßenzug Südklint Anfang der 1960er Jahre endgültig beseitigt und ging in Radeklint und Güldenstraße auf. Am 25. Juli 1963 erfolgte schließlich die feierliche Übergabe des neu entstandenen Straßenkreuzes Radeklint, einem der heutigen Verkehrsknotenpunkte der Innenstadt.
Zusammen mit Taschenstraße und Wüste Worth im Magniviertel und Straßen wie Geiershagen, Nickelnkulk und Rehnstoben in der Neustadt gehört der Südklint nicht nur zu jenen Braunschweiger Straßenzügen, deren Bebauung im Krieg großflächig oder gar vollständig zerstört wurde, sondern auch zu jenen, deren Ruinen in der Nachkriegszeit auch dauerhaft beseitigt wurden. Restaurierung oder Wiederaufbau gab es dort nicht. Wie ebenfalls Taschenstraße, Nickelnkulk und Wüste Worth wurde auch der Straßenname „Südklint“ schließlich 1966 aus dem offiziellen Straßenverzeichnis der Stadt Braunschweig gestrichen.